# Antoine Winfield Jr.
(en) Statistiques sur pro-football-reference
Antoine Winfield Jr., né le 16 août 1998 à Columbus dans l'Ohio, est un sportif professionnel américain de football américain qui évolue au poste de safety dans la National Football League (NFL) depuis la saison 2020.
Au niveau universitaire, il a joué pour les Golden Gophers de l'université du Minnesota pendant quatre saisons dans la NCAA Division I FBS et sa Big Ten Conference avant d'être sélectionné en 45e choix lors du deuxième tour de la draft 2020 de la NFL par la franchise des Buccaneers de Tampa Bay.
Il remporte dès sa première saison dans la ligue, le Super Bowl LV.
Il est le fils d'Antoine Winfield Sr., également joueur de football américain (1999-2013).

## Biographie

### Carrière universitaire
Winfield rejoint l'université du Minnesota et joue pour les Golden Gophers dans la NCAA Division I FBS et sa Big Ten Conference pendant quatre saisons. En 2019, il est sélectionné dans la première équipe de la Big-10, reconnu à l'unanimité joueur All-American et se voit décerner le Tatum–Woodson Defensive Back of the Year (en).

### Carrière professionnelle

#### Draft
Winfield est sélectionné en 45e choix global lors du 2e tour de la draft 2020 de la NFL par la franchise des Buccaneers de Tampa Bay.

#### Buccaneers de Tampa Bay

##### 2020
En douzième semaine de la saison 2020 de la NFL, Tyreek Hill se démarque du marquage d'Antoine Winfield Jr., inscrit un touchdown et lui fait un signe V pour le narguer. Lorsque les deux équipes se retrouvent au Super Bowl LV en fin de saison, Antoine Winfield Jr. prend sa revanche en faisant de même à son adversaire après l'échec des Chiefs en quatrième tentative qui scelle le succès de Winfield Jr. et des Buccaneers,. Sanctionné par la ligue pour son geste, il fait un don du montant de son amende à une école,.

##### 2021
Winfield totalise sur la saison 2021, 88 plaquages dont 62 en solo, deux sacks, six passes déviées, deux interceptions, deux fumbles forcés et trois fubles recouverts en 13 matchs tous joués en tant que titulaire.
En tour de wild card de la série éliminatoire contre les Eagles de Philadelphie, Winfield enregistre cinq plaquages et un sack lors de la victoire 31 à 15 des Buccaneers. Lors du tour de division perdu contre les Rams de Los Angeles, Winfield totalise neuf plaquages et un force un fumble sur le running back Cam Akers qu'il recouvre près de la ligne d'en-but en fin de première période. Il ne peut empêcher le wide receiver Cooper Kupp de réussir une réception de 44 yards en fin de quatrième quart temps qui permet au kicker Matt Gay d'inscrire un field goal de 30 yards donnant la victoire aux Rams sur le score de 30 à 27.
Le 26 janvier 2022, Winfield obtient sa première sélection pour un Pro Bowl à la suite de la blessure du safety Quandre Diggs des Seahawks et il intercepte Patrick Mahomes en fin de premier quart temps. Il est finalement classé par ses pairs, 75e du Top 100 des meilleurs joueurs NFL de la saison 2022.

##### 2022
En 2022, Winfield totalise quatre sacks, 80 plaquages, une interception, trois passes défendues et un fumble forcé lors des treize matchs joués, tous en tant que titulaire.

##### 2023
En 13e semaine, Winfield effectue huit plaquages, trois passes défendues, deux plaquages pour perte, un sack et une intercepotion lors de la victoire 21 à 18 contre les Panthers, ce qui lui vaut d'être désigné meilleur joueur défensif de la semaine en NFC. En 18e semaine à nouveau contre les Panthers (victoire 9-0), il effectue cinq plaquages, un sack et force un fumble pour éviter un touchdown adverse ce qui lui vaut un deuxième trophée de meilleur joueur de la semaine.

##### 2024
Le 5 mars 2024, les Buccaneers placent leur franchise tag sur Winfield. Le 13 mai 2024, Winfield signe  une extension de contrat de quatre ans pour un montant de 84,1 millions de dollars (dont 45 garantis) ce qui fait de lui le defensive back le mieux payé de l'histoire de la ligue.